# Frătăuții Noi, Suceava
Frătăuții Noi este satul de reședință al comunei cu același nume din județul Suceava, Bucovina, România.

## Istoric
Satul Frătăuții Noi este situat în partea de nord-est a județului Suceava, fiind străbătut de râul Suceava. El se află la o distanță de circa 13 km nord de municipiul Rădăuți, în apropiere de granița cu Ucraina.
Prima sa atestare documentară datează din anul 1412, dar se pare că satul ar fi existat și în secolul al XIV-lea. Satul a fost inițial sat boieresc, fiind stăpânit de boierul Giurgiu de Frătăuți (până în 1433), apoi de fiul acestuia, Danco. În anul 1489, Frătăuții Noi au trecut în administrarea Mănăstirii Putna, după cum afirmă Aron Pumnul în lucrarea despre proprietățile Mănăstirii Putna apărută la Cernăuți în 1865.